# Schloss Marienwahl

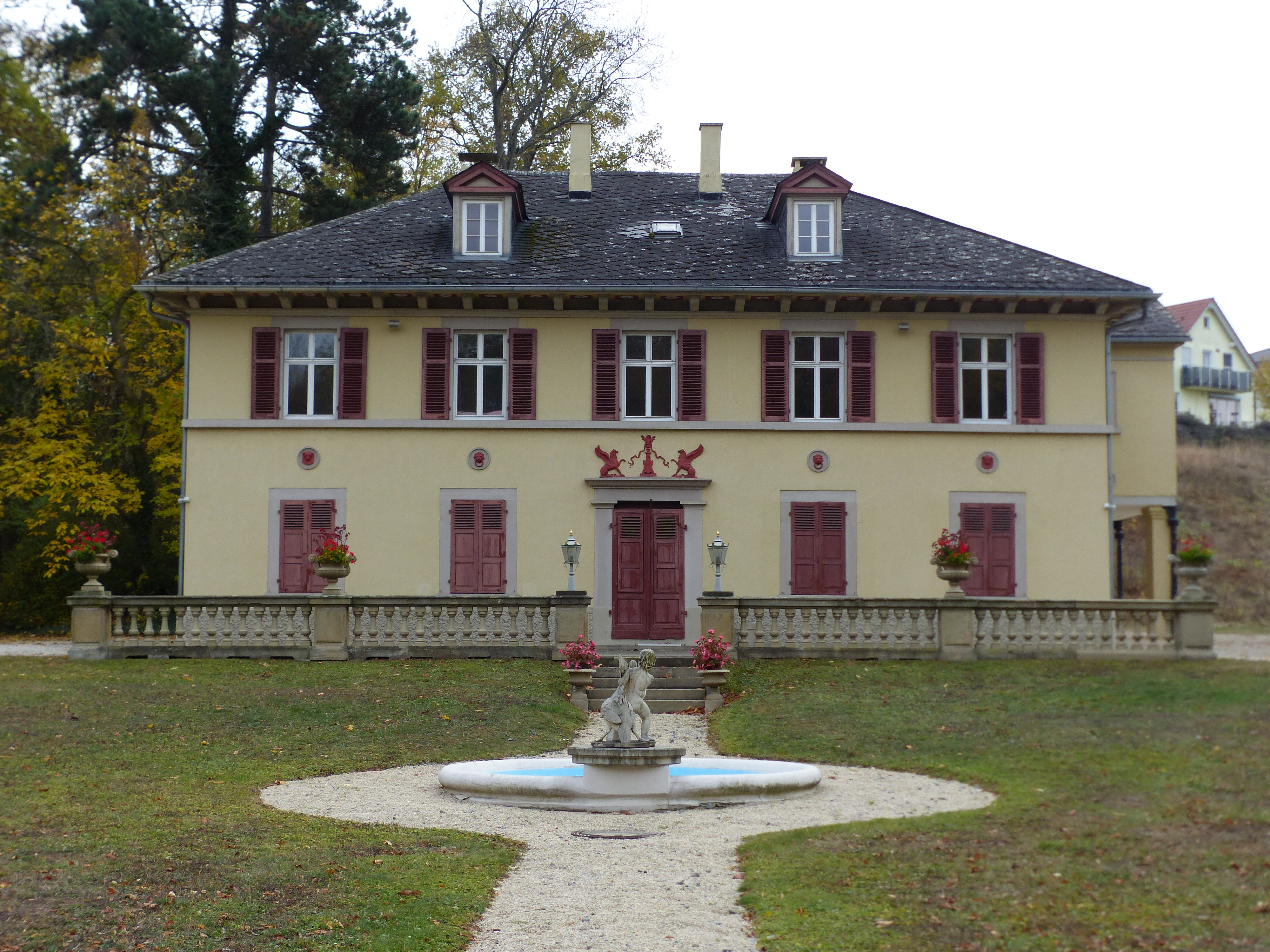
Haupthaus des Landgutes, Blick vom Haupttor nach Süden

Schloss Marienwahl (früher auch: Varnbüler’sches Schlösschen) ist ein ehemals königliches Landgut nordwestlich von Schloss Ludwigsburg in der gleichnamigen Kreisstadt in Baden-Württemberg.

## Beschreibung
Die Anlage besteht aus mehreren, getrennt voneinander angelegten Gebäuden. Das Haupttor des Gutes befindet sich an der Heilbronner Straße (B 27). Südlich des Tors liegt das öffentlich nicht zugängliche Hauptgebäude im Stil des Klassizismus. Links und rechts des vom Tor zum Hauptgebäude führenden Weges befinden sich zwei sogenannte Kavaliersgebäude, die im selben Baustil gehalten sind. Westlich und etwas abseits der restlichen Anlage liegt im öffentlichen Teil des Parks die Ruine eines ehemaligen, geziegelten Pferdestalles.

## Geschichte
Um das Jahr 1824 wurde das erst später Marienwahl genannte Landgut durch Ludwig G. Abel erbaut. Bauherr und ursprünglicher Namensgeber war der württembergische General Ferdinand Varnbüler. Im Jahr 1878 bezogen nach mehreren Umbauten und Besitzerwechseln Prinz Wilhelm von Württemberg und seine Ehefrau Marie von Waldeck-Pyrmont das Landgut. Da Kauf und Umzug in das Gut auf Wunsch von Marie erfolgten, wurde das bis dahin als Varnbüler’sches Schlösschen bekannte Anwesen ab dem Jahr 1879 Schloss Marienwahl genannt. Im Jahr 1886 ließ Wilhelm das Landgut durch den Bau eines Gestüts auf dem Gelände einer ehemaligen Ziegelei erweitern. Das Paar lebte dann noch bis zu zur Krönung Wilhelms zum württembergischen König im Jahr 1891 auf Marienwahl.
Im Jahr 1930 bezogen Wilhelms Enkel Dietrich zu Wied und seine Familie das zuvor seit 1921 verlassene Landgut. Ab 1946 lebte im Westlichen der beiden Kavaliersgebäude zudem Dietrich von Wieds verwitwete Mutter, die auf Marienwahl aufgewachsene Prinzessin Pauline von Württemberg, die Tochter Wilhelms und durch Heirat Fürstin zu Wied. Nach ihrem Tod im Jahr 1965 wurde sie mit einer Sondergenehmigung der Stadt Ludwigsburg auf der Pferdekoppel des zu Marienwahl gehörenden Gestüts beerdigt. Ein auf dem Gelände noch erhaltenes Grabkreuz erinnert hieran. Das Gestüt selbst wurde nach dem Tod der Pauline von Württemberg geschlossen.
Das Landgut war von 1988 an erneut verlassen und begann zu verfallen. Ab 1996 wurde erfolglos das Vorhaben verfolgt, das Landgut als Hotel zu nutzen. Zuletzt ließ man das Gut von 2003 bis 2006 modernisieren, so dass es der heutigen Nutzung (siehe da) zugeführt werden konnte.

## Heutige Nutzung

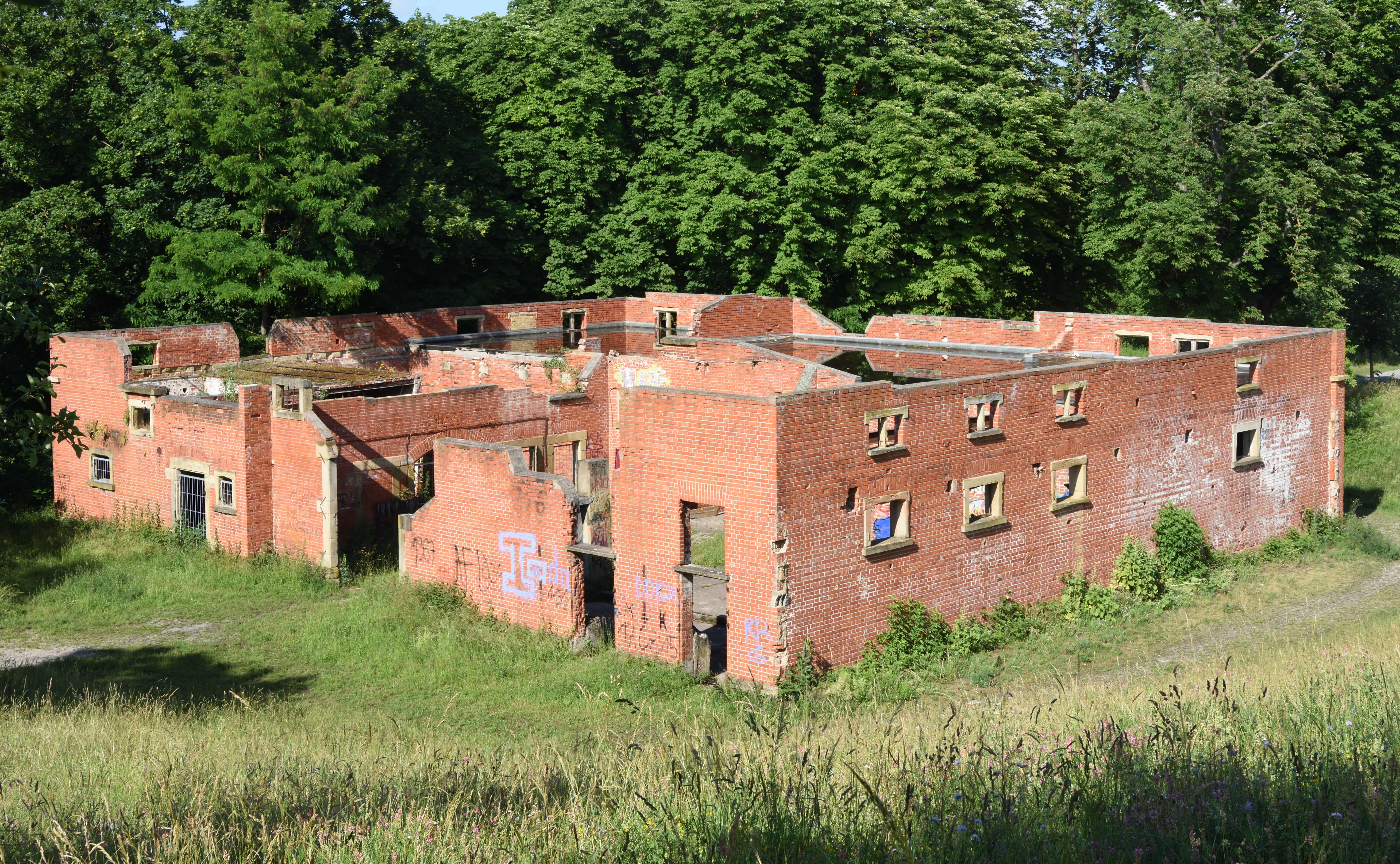
Ruine der ehemaligen Pferdeställe

Der öffentlich zugängliche Teil des Parks mit der Ruine des Pferdestalls gehört heute der Stadt Ludwigsburg und wird gemeinhin als Lost Place betrachtet. Eine Erbengemeinschaft besitzt derweil sowohl das Haupthaus als auch die beiden Kavaliersgebäude. Im Auftrag dieser Erbengemeinschaft wird das Anwesen durch die Hofkammer des Hauses Württemberg verwaltet. Das Haupthaus des Landgutes wird seit 2006 von einer IT-Firma genutzt.